# 프레드릭 프레스턴 루비지
프레드릭 프레스턴 루비지(영어: Frederick Preston Rubidge, 1806년 3월 10일 ~ 1897년 8월 16일)는 캐나다의 측량사 겸 건축가였다. 그는 잉글랜드에서 태어나 1825년에 어퍼캐나다에 이민하였다. 루비지는 1831년에 주정부에서 측량사로 인정하여 이후 몇년 동안 중요한 측량 작업을 수행하였다. 그는 어퍼캐나다에서 측량과 건축을 배웠다. 1841년에 건설 관련 사업추진위원회이 결성되면서 그는 초기 고용인이었다. 그의 대부분의 작업은 공공용 건물을 설계하였다. 루비지는 보조기술자로 잠시 있었다가 위원회의 공식 건축가로 승계하였다. 그는 오타와에 있는 여러 정부 시설의 건축을 관여하였다. 그의 대표적인 작품은 본래 토마스 맥케이의 개인용 저택을 캐나다의 총독의 관저로 개조하였던 리도 홀이 있다. 루비지는 65세가 되던 1872년 공공계에서 은퇴하였다.

## 건축물

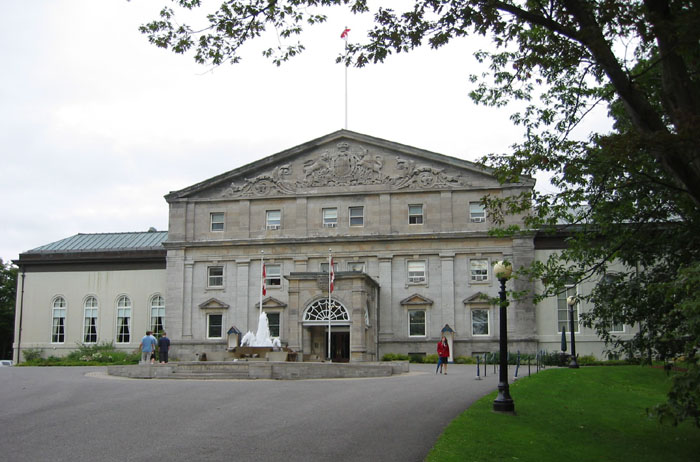
프레드릭 프레스턴 루비지가 개조한 온타리오주 오타와에 위치한 리도 홀